# Nizamabad (Telangana)
Nizamabad (telugu: నిజామాబాదు) – miasto w środkowych Indiach w stanie Telangana, na wyżynie Dekan.
Liczba mieszkańców w 2012 roku wynosiła ok. 337 tys.
- World Gazetteer